# Мауї – Оаонуї
Мауї — Оаонуї — трубопровідна система, призначена для транспортування продукції найбільшого новозеландського газового родовища Мауї, що в Тасмановому морі.
Розробка Мауї почалась в 1979 році, при цьому облаштування родовища включило встановлену в районі з глибиною моря 110 метрів платформу Мауї А. На ній розмістили обладнання первинної підготовки, що дозволяло отримувати газ та нестабілізований конденсат. Видачу цієї продукції до берегового газопереробного заводу Оаонуї організували за допомогою двох трубопроводів завдовжки 35 кілометрів:
- газопроводу діаметром 600 мм з максимальною пропускною здатністю 17 млн м3 на добу;
- конденсатопроводу діаметром 250 мм.
Ці трубопроводи на більшій частині траси лежать на мулисто-піщаному дні та мають мінімальне самозаглиблення. У прибережній зоні вони закріплені за допомогою укладання каміння, а найближча до берега ділянка засипана піском.
У 1992 році встановили платформу Мауї В, яку під'єднали до Мауї А багатофазовим трубопроводом довжиною 15 кілометрів та діаметром 500 мм. Його прокладання виконав напівзанурюваний кран великої вантажопідйомності «Balder».